# Đê Hồng Đức
Đê Hồng Đức là tuyến đê biển cổ, được đắp từ năm 1472 đến năm 1474, niên hiệu Hồng Đức thời vua Lê Thánh Tông để ngăn nước mặn xâm nhập vào vùng ven biển trấn Sơn Nam thời Hậu Lê. Tuyến đê này dài khoảng 50 km nối từ vị trí cửa Thần Phù (sông Nhà Lê) tới cửa Muôn Hải (sông Hồng), thuộc các huyện Yên Mô, Yên Khánh của Ninh Bình và Nghĩa Hưng, Hải Hậu của Nam Định hiện nay. Đây là tuyến đê biển ngăn nước mặn đầu tiên trong lịch sử Việt Nam. Tuyến đê Hồng Đức ra đời đánh dấu sự phát triển của Nông nghiệp Đại Việt thời Lê sơ, mở màn cho công cuộc khai hoang lấn biển của người Việt.

## Lịch sử
Trong cách nhìn tổng quát về vai trò, vị trí, tiềm lực kinh tế, quân sự của các địa phương, trong quốc gia thống nhất, Nguyễn Trãi đã xếp xứ Sơn Nam – “nơi có số nhân Đinh cao nhất toàn quốc”: “Đứng đầu phên dậu ở phía Nam. Lý Tử Tấn thì nhận xét: “Vùng Sơn Nam bằng phẳng, cao ráo cấy lúa thích hợp, nhân công làm lụng hơn các lộ khác, các phí dụng nuôi quân của triều đình đều nhờ ở vùng này”.
Nằm trong vùng như vậy, khu vực ven biển Nam sông Hồng có một vị trí đặc biệt về nhiều mặt. Hệ thống giao thông đường thủy – vốn có vai trò to lớn trong điều kiện địa hình Việt Nam – ở vùng Nam sông Hồng nối liền từ Bắc vào Nam. Tất cả các lần luyện tập quân thủy – bộ, đưa quân đi đánh Chiêm Thành… Lê Thánh Tông đều sử dụng khu vực này.
Những tài liệu địa chất kết hợp với tài liệu địa phương cho phép bổ sung vì diện mạo, đặc biệt là vị trí của các cửa sông lớn, trên cơ sở đó vạch ra giới hạn gần đúng của bờ biển khu vực này trong thời gian đó như sau:
- Cửa Thần Phù: Cửa biển này đã lùi sâu hơn 12 km trong đất liền. Thế kỷ XV, trong thơ Nguyễn Trãi, cửa Thần Phù vẫn “nổi sóng mười trượng, sóng rồng như cá kình phun ầm ầm Nam – Bắc, núi liền như giáo dựng”. Đến thời Hồng Đức (1470 – 1479) Lê Thánh Tông có dịp qua đây.[4] Trong tập Minh lương cẩm tú, vịnh các cửa biển lớn đương thời, ông đã xếp cửa Thần Phù “Bãi hạc sông sâu xoáy…sóng biển dậy ù ù” vào hàng thứ hai. Sách Đại Nam nhất thống chí chép về núi này có ghi “Núi khá cao, người đi ngoài biển thường trông vào làm tiêu chí nên lại có tên là Vọng Sơn. Bên cạnh có ngọn núi nhỏ là Mao Sơn. Sông Trinh Giang chảy phía Tây, sông Càn chảy quanh phía Đông tức là cửa biển Yên Mô thuộc châu Trường Yên xưa. Làng Càn hay Yên Mô Càn… chính là dấu tích cửa Càn”.[5]
- Cửa Đại An: cửa biển này ngày nay đã cách xa biển cả, nhưng trong lịch sử các tên cửa Đại Nha, Đại Ác, Đại An được nhắc đến khá sớm và nhiều lần. Thế kỷ thứ VI dòng cửa sông Đáy còn chảy qua khu vực phía Nam thành phố Hoa Lư ngày nay. Cửa biển mà Triệu Việt Vương chạy đến là vùng Độc Bộ, nơi sông Đào đổ vào sông Đáy. Thời gian sau, sông Đáy vượt qua đoạn Hưng Chinh, Đào Khê đã gặp dòng Ninh Cơ – như tài liệu địa chất xác định – ở vị trí bến đò Tam Tòa nối 2 xã Khánh Cường - Nghĩa Trung ngày nay.
- Cửa Muộn Hải: là cửa chính sông Hồng, nay tiến ra xa hơn là cửa Ba Lạt. Ở thế kỷ XV, các tài liệu như toàn thư, cương mục chỉ thấy chép Cửa Muộn Hải huyện Giao Thủy. Tài liệu địa chất cho rằng cửa sông Hồng đổ ra biển ở thế kỷ XV là địa phận xã An Đạo (bờ Bắc sông Ngô Đồng huyện Xuân Thủy ngày này). Nơi đây còn dẫn tích những cồn cát cổ được hình thành ở cửa sông – nay còn có làng Cát Xuyên.

Với 4 cửa biển Thần Phù, Cửa Càn, Đại An, Muộn Hải, chúng ta có giới hạn gần đúng của đường ven biển Nam sông Hồng thời Lê sơ. Chính đường giới hạn này chỉ ra hình ảnh của con đê ngăn mặn thời đó: Đê Hồng Đức. Xác định được đê này cũng bổ sung việc xác định giới hạn bờ biển lúc bấy giờ.

## Ghi chép
Cương mục khi đề cập đến đê Hồng Đức có viết:
“Ở huyện Yên Mô, tỉnh Ninh Bình có đê đá từ phía Bắc của sông Thần Phù đến bờ Nam sông Càn và đê đất từ xã Côi Từ huyện Yên Mô đến xã Bồng Hải huyện Yên Khánh, tương truyền do Lê Thánh Tông sai đắp đê đề phòng nước mặn nên gọi là đê Hồng Đức".
Năm 1978, tác giả của “Tìm hiểu công cuộc khẩn hoang thành lập huyện Tiền Hải –Kim Sơn” xác định đoạn đê trên dài 25km. Năm 1982, dựa vào các tài liệu địa phương như Ninh Bình, tỉnh chí, Yên Mô đinh bi ký, Đê lộ bi ký… Tác giả cuốn chế độ ruộng đất ở Việt Nam thế kỷ XI – XVIII đã xác định những ghi chép của Cương Mục và chỉ ra đoạn đê ở xã Yên Mô được đắp vào năm 1472, ở xã Phù Sa – Nghĩa Hưng vào năm 1474.
Ngày nay ở các huyện Nghĩa Hưng và Bắc Hải Hậu, nhân dân rất quen thuộc với cái tên đê Hồng Đức. Ở địa phận Nghĩa Hưng (đối diện với đoạn đê Hồng Đức bên bờ Nam sông Đáy) còn có một loạt làng xã như Đại Đê, Quỹ Đê, Liễu Đê… Tương truyền được đặt từ thời này. Từ bờ Bắc sông Ninh Cường – theo dọc đường 58 qua các xã Trực Hùng, Trực Cường, Hải Anh, Hải Bắc về đến Hối Khê… theo nhân dân địa phương chính là dấu tích đường đê được đắp vào thời Hồng Đức. Một tài liệu lịch sử – địa lý, do một trí thức người địa phương viết vào thế kỷ XIX là tạp chí Hà Lan – còn ghi rõ: “Đê Hồng Đức vào huyện Hải Hậu, đi ven hữu ngạn sông Hà Lạn. Từ Bắc xuống Nam qua đường hàng tỉnh cách chùa Hà Lạn 700 thước quay dần về phía Tây”.
Công việc đắp đê ngăn mặn ở vùng cửa biển trọng yếu như Thần Phù trên trục đường gia thông thủy Bắc Nam – không phải chỉ còn là công việc của cấp phủ huyện mà do chính một đại thần: Lê Niệm trực tiếp chỉ đạo.
Cùng với sự quan tâm đầu tư của Trung ương, nhà Lê còn yêu cầu các phủ huyện của vùng Sơn Nam đặc biệt lưu tâm tới việc đắp đê, khai thác đất đai vùng này, trong sắc dụ tháng 11 năm Tân Mão – 1471, Lê Thanh Tông yêu cầu các quan thừa tuyên phủ, huyện ở Sơn Nam “phải mau mau đi xét các hạt núi chằm, bờ biển, chỗ nào có thể đào được…hạn trong trăm ngày phải tâu rõ ràng lên; nếu để quá muộn sai vệ sĩ cẩm y đi xét hỏi ra thì phủ huyện phải bãi chức sung quân vào Quảng Nam…”.
Đoạn từ cửa Thần Phù đến cửa Càn, dựa vào nguồn đá của dải Yên Duyên, đê được kè đá vững chắc. Ở những đoạn khác, theo xác định của tài liệu địa chất, qua những dấu tích còn lại, đê được bồi đắp trên gờ của bờ cát cổ do sóng biển tạo thành. Theo dân gian truyền lại những người đắp đê đã phải đào dải hào sâu song song chân cồn cát, chuyển đất sét già đào từ nơi khác dồn vào lòng hào để làm chân đê, sau đó mới đắp dần lên.
Đoạn đê đá chắc chắn ở vùng cửa Thần Phù đã trở thành lũy thành vững chãi bảo vệ cho cửa biển – cửa khẩu quan trọng trên trục đường thủy Bắc – Nam mà ít nhất những thế kỷ XVI – XVIII vẫn còn nhắc tới. Dải đê này còn trở thành đường giao thông thuận tiện trên hướng Tây Bắc – Đông Nam, thành nền tảng của con đường 55 ngày nay. Nhưng trước hết, đê Hồng Đức là đê ngăn nước mặn chủ yếu trở thành tường thành vững chắc đối đầu với sóng, gió, nước mặn bảo vệ xóm làng bảo vệ thành quả lao động vào mở ra địa bàn khẩn hoang của nhân dân vùng đồng bằng ven biển.

## Cấu tạo
Ở thế kỷ XV, đê Hồng Đức là tuyến đê ngăn mặn có quy mô lớn kéo dài từ cửa Thần Phù, (nay thuộc xã Yên Lâm – Yên Mô- Ninh Bình) đến cửa Muộn Hải - cửa sông Hồng thời bấy giờ (nay thuộc Giao Thủy, Nam Định); Đương thời con đê này được đắp khá kiên cố. Có khoảng 5km (đoạn từ chân núi Soi nằm trong dãy núi con Lợn, thuộc thôn Thần Phù (xã Yên Lâm, Yên Mô) đến Cống Đồn thuộc làng Yên Mô Càn (nay thuộc xã Yên Mạc, huyện Yên Mô) được đắp bằng đá. Phần còn lại được đắp bằng đất.
Theo các tư liệu địa phương thì con đê được đắp bằng cách dựa vào những cồn cát ven biển, đào chân móng dọc theo dải cồn cát đó rồi chuyển đất sét già (đất đồng) từ trong chân núi ra dồn vào móng đê sau đó mới dùng đất thịt pha cát đắp lên. Khảo sát thân đê tại Cầu Bút (Côi Trì – Yên Mô) cho thấy thân đê có chiều rộng 6m, độ cao trung bình so với mặt ruộng là 1,56m. Sau lớp đá được rải sau này phía dưới là lớp đất thịt pha cát dày từ 1-1,2m, tiếp đó là lớp đất sét già dày 0, 8 – 1,1m.
Riêng đoạn đê bằng đá từ chân núi Soi nằm trong dãy núi con Lợn, thuộc thôn Thần Phù (xã Yên Lâm, Yên Mô) đến Cống Đồn thuộc làng Yên Mô Càn (nay thuộc xã Yên Mạc, huyện Yên Mô) người ta đã dùng hai loại thuyền to, thuyền nhỏ đan bằng tre, nứa để chở đá, khi đến chỗ cần đắp họ chọc thủng thuyền chở đá cho chìm xuống và nhảy sang thuyền con để trở vào bờ. Nguồn đá được nhân dân lấy từ những núi đá gần đó như núi Yên Dũng (Yên Mô).
Đê Hồng Đức được đắp bằng đá trộn đất sét cao, to, rộng, dài khoảng 50 km. Đê bắt đầu từ thôn Nhân Phẩm chạy qua các thôn xã như: Phù Sa, Đông Đoài, Càn thôn, Côi Trì (Yên Mô); Duyên Phúc, Cống Thủy, Nhuận Ốc, Bồng Hải (Yên Khánh); Đại Đê, Quỹ Đê, Liễu Đê (Nghĩa Hưng) và điểm cuối là Quần Anh, Hội Khê (Hải Hậu).